# 西孟菲斯 (阿肯色州)
西孟菲斯（英語：West Memphis）是一個位於美國阿肯色州克里坦登縣的城市。

## 地理
西孟菲斯的座標為35°09′01″N 90°10′44″W / 35.15028°N 90.17889°W，而該地的平均海拔高度為64米（即210英尺）。

## 人口
根據2020年美國人口普查的數據，西孟菲斯的面積為74.96平方千米，當中陸地面積為74.70平方千米，而水域面積為0.26平方千米。當地共有人口24520人，而人口密度為每平方千米350人。